# 나가츠키 사나에
나가츠키 사나에(長月早苗)는 《침략! 오징어 소녀》에 등장하는 등장인물이다. 투니버스 더빙판 이름은 '수나미'.

## 소개
에이코의 소꿉친구이며 동급생이다. 키는 154cm이고 나이는 16세. 에이코와 함께 쿠라카마 고등학교 1학년에 다니고 있다.
오징어 소녀에게 한눈에 반해서 이후에는 연애 대상으로 삼아 비정상적인 집착을 보인다. 오징어 소녀는 귀찮아하고 있지만 사나에 본인은 전혀 신경쓰지 않는다.
취미는 오징어 소녀 코스프레 촬영.
행동이나 애정 표현이 과격해서 백합이라고 할 수 있을 정도. 심지어 때로는 상식을 벗어난 행동을 하여 오징어 소녀 본인으로부터 두려움의 대상이 되고 있다. 한 때 오징어 소녀에게 사랑받고 싶어 다양한 노력을 한 적이 있지만, 그 후에는 자신의 욕구에 따라 행동하기로 결심했다.
각종 방법을 동원해 오징어 소녀와 스킨십을 하려고 하지만 계속 실패하고만 있다. 이번에야말로 반드시 라고 결심할 때일수록 오징어 소녀의 촉수에 묶여 이리저리 내팽개쳐지거나 지느러미에 맞아 드러눕거나 하지만, 매저키스트 경향이 있어서 이런 공격에 대해서마저 강렬한 쾌감을 느끼고 있다.
오징어 소녀에게 관한 일에 대해서는 상당히 행동력이 뛰어나고 고액의 지출도 아까워하지 않는다. ‘레몬’에서 오징어 소녀의 캐릭터 상품을 발매했을 때 사나에가 통째로 사가기도 했다.
경우에 따라서는 불법적인 일도 주저하지 않는다. 예를 들면 “감시 카메라를 단다”고 했으나 실제로 단 것은 자기 집이 아니고 오징어 소녀가 사는 아이자와 가였다.
오징어 소녀에 관한 일에서는 치즈루도 깜짝 놀랄 정도의 운동 능력을 발휘한다. 오징어 소녀의 뒤를 쫓을 때의 주력은 가히 올림픽 선수 수준이 되고, 수영 실력은 오징어 소녀마저 뛰어 넘는다.
오징어 소녀에게 위험이 닥치면 목숨을 걸고 도우려는 용감함도 가졌다. 에이코에게 부탁받아 오징어 소녀의 위기를 구한 적도 있다.
오징어 소녀의 코스프레 사진을 촬영하는 것 말고도 오징어 소녀 상품을 잔뜩 가지고 있다.
오징어 소녀와 친하게 지내는 여자에게는 당연히 질투한다. 어찌나 강하게 질투하는지 주변의 공간이 일그러질 정도. 그러나 키요미와 그 후배들이 오징어 소녀와 친해지는 것을 보고는, 오징어 소녀는 존경받아 마땅한 인품이라는 생각을 하여 조금은 상황을 받아들이게 되었다. 이성에게는 흥미가 없다.

## 주변관계
성격은 ‘조금 소극적인 성격에 부끄럼쟁이’(본인의 주장). 에이코에게는 ‘타고난 덜렁이’, ‘변태’, ‘위험인물’, 오징어 소녀에게는 “오류의 결정체”라는 말을 들었다.

## 특징
밤색의 단발 머리. 항상 흰 색의 머리띠를 쓰고 있다. 캐미솔을 자주 입는다.

## 능력
오징어 소녀에 대해서는 후각도 특별한 위력을 발휘하는 모양이다. 우연히 상점가에 장 보러 와있던 오징어 소녀를 냄새로 발견할 정도.
오징어 소녀에 대한 화제가 나오면 장소를 가리지 않고 갑자기 나타난다.

## 취향
또한 남들이 싫어하는 이상한 것을 즐겨먹는 경향이 있어서 초등학생 때는 나비의 유충, 중학생 때는 땅거미를 “귀여워!”라고 말했었다고 하는데, 오징어 소녀에 대한 집착이 그 연장선상에 있는지는 불명.

## 그 외
나가츠키 가는 아이자와 가보다 부유하고 쾌적한 편이라, 에이코가 함께일 경우에만 오징어 소녀도 놀러가기도 한다.
‘레몬’에서 일손이 부족해지면 임시 아르바이트로 일하기도 한다.
오징어 소녀가 사나에에 대해 가진 이미지는 ‘좀비’.

## 오징어 소녀에 대한 호칭
오징어 소녀를 부를 때에는 ‘イカちゃん 이카쨩[*]’이라고 부른다.